# Glenea wegneri
Glenea wegneri är en skalbaggsart som beskrevs av Gilmour och Stefan von Breuning 1963. Glenea wegneri ingår i släktet Glenea och familjen långhorningar. Inga underarter finns listade i Catalogue of Life.